# 铭印
铭印（英語：imprinting），又稱印記、印跡、印隨或印痕。在行为生物学中指的是一种不可逆的学习模式：通常在一段比较短的，由基因决定的时期里（敏感时期），环境的刺激会被长久地植入个体的行为中，后来看来就好像先天习得的一样。本能理论认为，铭印是透过学习，而掌握了钥匙刺激而形成的现象。

## 後代銘印
後代銘印（Filial imprinting）讓幼體學會辨認母親。某些生物出生以后会紧跟着它第一眼见到的较大的可移动的物体而走。印痕作用一旦发生，就很难改变。由于生物出生后，第一眼看到的物体通常是其母亲，所以生物的这种行为可以使得生物幼体出生后不易认错它们的母亲，从而得到母亲的保护。如果生物幼体第一眼看到的不是它的母亲，它可以跟随任何较大的物体移动，甚至是非生命的物体。

## 性銘印
性銘印（sexual imprinting）讓個體學會辨認潛在交配對象。

## 特征
- 奖惩在铭印过程中并不重要。因此铭印与条件反射不同。
- 铭印只在某一特定的时期（敏感时期）发生。不能被重复。敏感时期多长，还有在什么时期发生是种属特异的。
- 铭印不会磨灭，快速习得而且持续终身；起码通过铭印习得的钥匙刺激是长久有效的。
- 在铭印发生期间，学习的内容不多，比如对应环境某一特定的物体作特定的反应。
- 即使在该生命阶段里，习得的行为还未能付诸实践，铭印照样会发生。

## 歷史
1935年奧地利動物學家康拉德·洛倫茲（Konrad Zacharias Lorenz）在灰雁身上發現。1950年代大量研究，發現包括人類在內的許多動物都有銘印學習。

## 文獻
- Paul, Robert A. (1988). Psychoanalysis and the Propinquity Theory of Incest Avoidance. The Journal of Psychohistory 3 (Vol. 15), 255–261.
- Spain, David H. (1987). The Westermarck–Freud Incest-Theory Debate: An Evaluation and Reformation. Current Anthropology 5 (Vol. 28), 623–635, 643–645.
- Westermarck, Edvard A. (1921). The history of human marriage, 5th edn. London: Macmillan.

## 链接
- Cardoso, SH and Sabbatini, RME. Learning who is your mother. The behavior of imprinting （页面存档备份，存于）. Brain & Mind Magazine.
- Nancy T. Burley, a researcher into imprinting in zebra finches
- Debra Lieberman, John Tooby and Leda Cosmides. "Does morality have a biological basis? An empirical test of the factors governing moral sentiments relating to incest." Accepted for publication in Proc. R. Soc. Lond. B November 2002. Available online at Citeseer （页面存档备份，存于）

1. ↑  Timothy Johnston. . 2020. doi:10.1093/acrefore/9780190236557.013.649.